# Chassemy
Chassemy ist eine französische Gemeinde mit 898 Einwohnern (Stand 1. Januar 2022) im Département Aisne, im Süden der Region Hauts-de-France. Sie gehört zum Arrondissement Soissons, zum Kanton Fère-en-Tardenois und zum Gemeindeverband Val de l’Aisne.

## Lage
Die Gemeinde Chassemy liegt am Zusammenfluss von Vesle und Aisne, 15 Kilometer östlich von Soissons und rund 100 Kilometer nordöstlich von Paris. Im Süden der Gemeinde verläuft ein Stück einer alten Heerstraße des Systems Chaussée Brunehaut. Nachbargemeinden von Chassemy sind Vailly-sur-Aisne im Norden, Presles-et-Boves im Nordosten, Brenelle im Osten, Braine im Südoen, Vasseny im Südewestn, Ciry-Salsogne im Westen sowie Condé-sur-Aisne und Celles-sur-Aisne im Nordwesten.

## Etymologie
Der Name Chassemy kommt von der älteren Bezeichnung Cucusma, was sich mit Ort des Kuckuck-Gesangs übersetzen lässt.

## Wappen
Blasonierung: In Gold eine belaubte grüne Eiche mit goldenen Früchten, im Schildhaupt in blau ein goldener Vogel.

## Bevölkerungsentwicklung
| Jahr           | 1793 | 1831 | 1911 | 1921 | 1962 | 1999 | 2006 | 2014 | 2021 |
| Einwohner      | 377  | 639  | 658  | 482  | 443  | 709  | 774  | 869  | 886  |
| Quellen: INSEE |      |      |      |      |      |      |      |      |      |

## Sehenswürdigkeiten

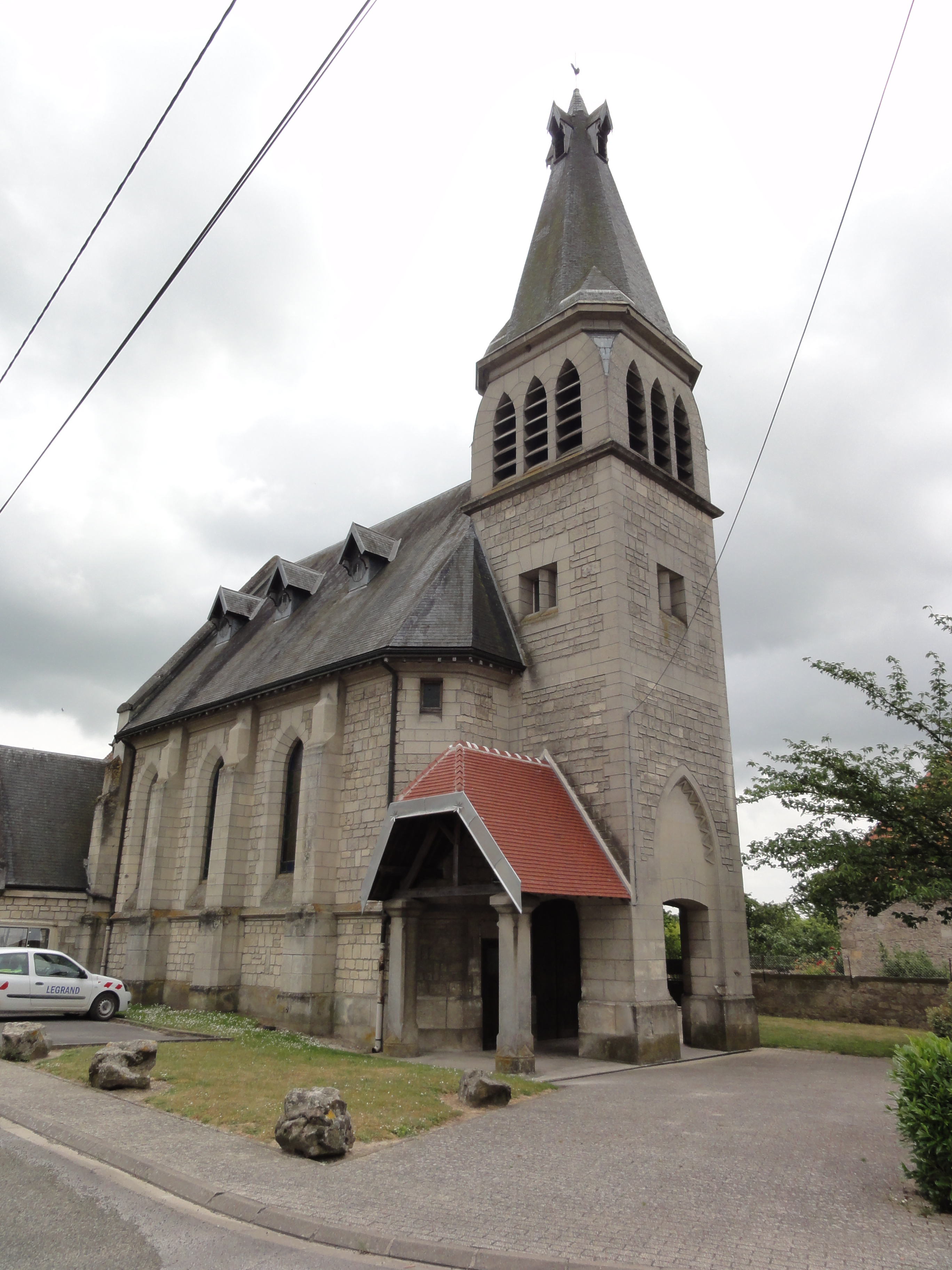
Kirche Saint-Martin
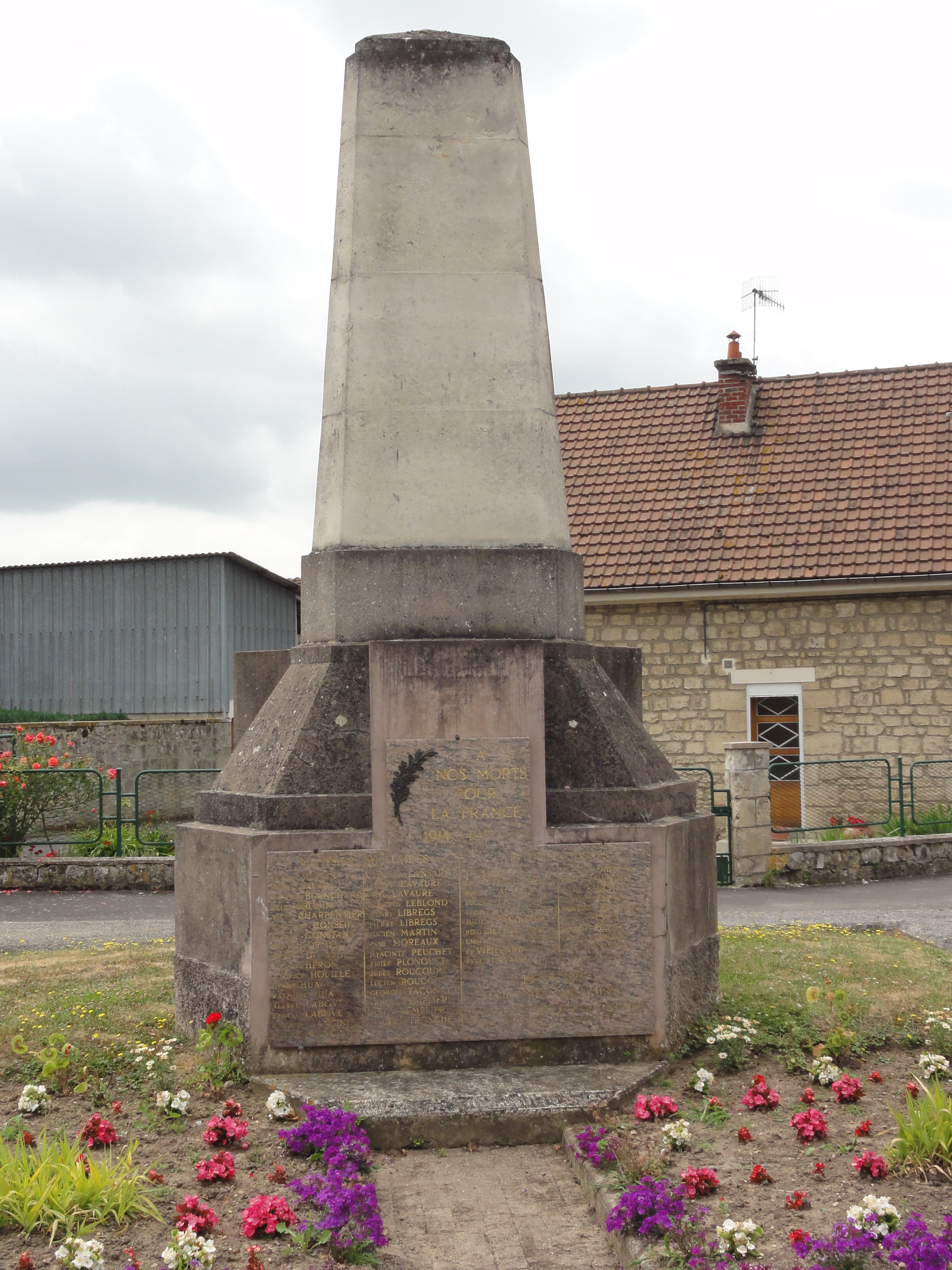
Gefallenendenkmal
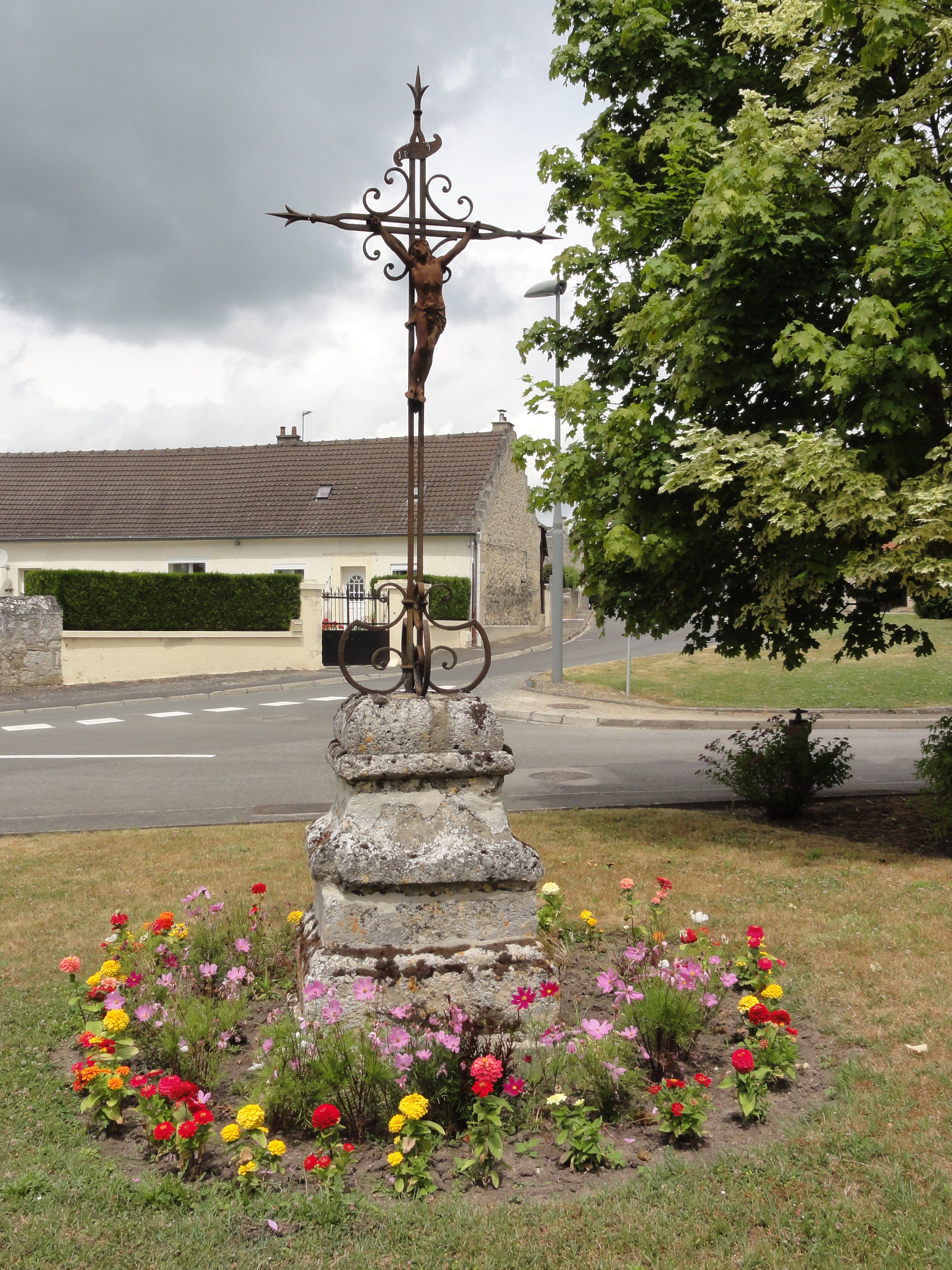
Calvaire

- Wegkreuz (Calvaire)

- Kirche Saint-Martin
- Gefallenendenkmal
- Calvaire

### Feldflugplatz Vailly-sur-Aisne/Condé-sur-Aisne
Während beider Weltkriege befand sich im Nordwesten Chassemys, östlich der D531 und teilweise schon auf dem Gebiet Condés, ein deutscher Feldflugplatz, der im Sommer 1918 und Sommer 1944 genutzt wurde. In der zweiten Augusthälfte 1944 lag hier die mit Bf 109 G ausgerüstete III. Gruppe des Jagdgeschwaders 1 (III./JG 1).